# الانقلاب الليتواني لعام 1926

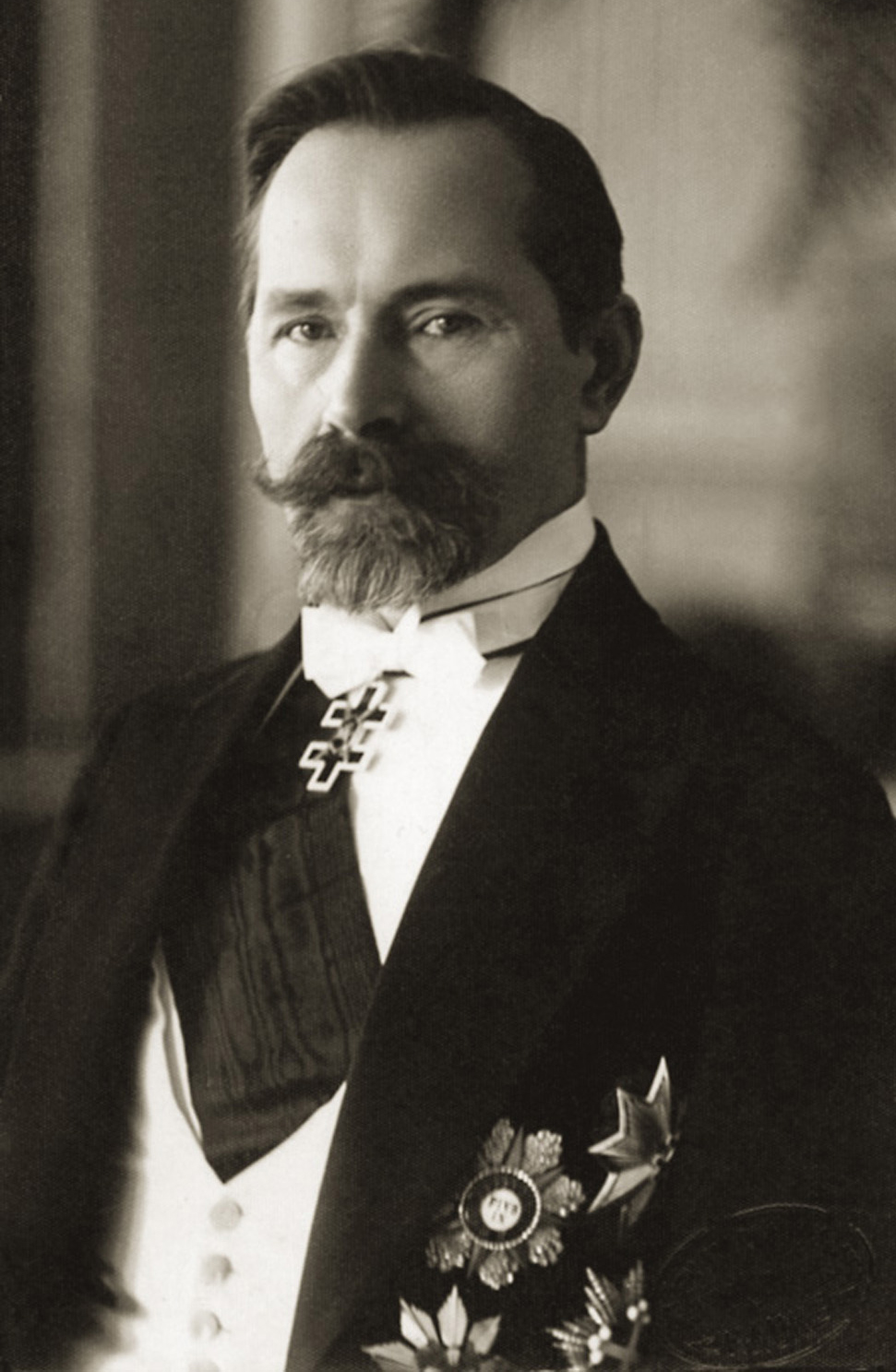
أنتاناس سميتونا. أحد الموقعين على قانون استقلال ليتوانيا. أول رئيس لليتوانيا.

كان الانقلاب الليتواني عام 1926 انقلابًا عسكريًا في ليتوانيا أدى إلى استبدال حكومة استبدادية محافظة يقودها أنتاناس سمتانا بالحكومة المنتخبة ديمقراطيًا. وقع الانقلاب في 17 ديسمبر 1926 وكان، إلى حد كبير، من تنظيم الجيش؛ لا يزال دور سمتانا موضع نقاش. أوصل الانقلاب الاتحاد القومي الليتواني، الحزب الأكثر محافظة في ذلك الوقت، إلى السلطة. قبل عام 1926، كان حزبًا قوميًا جديدًا نسبيًا وعديم الأهمية: في عام 1926، بلغ عدد أعضائه نحو 2,000 وحصد ثلاثة مقاعد فقط في الانتخابات البرلمانية. تعاون الحزب المسيحي الديمقراطي في ليتوانيا، وكان أكبر حزب في البرلمان الليتواني في ذلك الوقت، مع الجيش وأعطى الانقلاب شرعية دستورية، ولكنه لم يتسلم أي مناصب مهمة في الحكومة الجديدة وانسحب في مايو 1927. وبعدما سلم الجيش السلطة إلى الحكومة المدنية، توقف عن لعب دور مباشر في الحياة السياسية.

## الأسباب
لا تزال أسباب الانقلاب موضع نقاش. كان الوضع الداخلي مضطربًا بلا شك؛ أشار المؤرخون إلى سوابق أوروبية معينة جرت في عشرينيات القرن العشرين، على أنها قد أثرت بشكل أو بآخر، منها مظاهرة الزحف إلى روما عام 1922 على يد بينيتو موسوليني في إيطاليا وانقلاب مايو 1926 على يد جوزيف بيلسودسكي في بولندا. أشار مؤرخون آخرون إلى تيارات أعم في أوروبا أسفرت عن تشكيل حكومات غير ديمقراطية بدرجة ما في جميع دول وسط وشرق أوروبا تقريبًا بحلول نهاية ثلاثينيات القرن العشرين. ظهر عدم نضج الديمقراطيين من خلال رفضهم للتسوية، إضافة إلى أن التغييرات المتكررة في الحكومة خلقت انطباعًا راسخًا بوجود أزمة. ناقش المؤرخون أيضًا بأن الخوف المبالغ فيه من الشيوعية يُعد عاملًا مساهمًا، إلى جانب عدم وجود مركز مستقر يمكنه التواصل مع أحزاب اليسار واليمين؛ اتهمت هذه الأحزاب بعضها الآخر بالبلشفية والفاشية. وفقًا للمؤرخ أناتول ليفن، رأى سميتونا وفولديماراس نفسيهما بطلين حقيقيين مُبعدين عن حركة الاستقلال، ويائسين من العودة إلى السلطة بالوسائل الديمقراطية.
بعد انتخابات مايو، ألغت حكومة غرينوس/سليزيفيتشاس الأحكام العرفية، التي لا زالت سارية في كاوناس وغيرها من البلدات، وأعادت الحريات الديمقراطية ومنحت عفوًا عامًا على السجناء السياسيين. لأول مرة، أصبحت ليتوانيا ديمقراطية حقًا. ومع ذلك، فإن التغيير لم يلق قبولًا عالميًا. كان العديد من السجناء المحررين من الشيوعيين الذين سرعان ما استخدموا حرية التعبير الجديدة لتنظيم احتجاج حضره ما يقارب الأربعمئة شخص في كاوناس في 13 يونيو. فُرق الاحتجاج. استخدمت المعارضة هذا الاحتجاج بمثابة منطلقٍ لشن هجوم علني على الحكومة الجديدة، زاعمة أنها كانت تسمح للمنظمات غير القانونية (الحزب الشيوعي الليتواني كان لا يزال محظورًا) بمواصلة أنشطتها بحرية. على الرغم من طابعها المحلي، فقد قُدمت الحادثة على أنها تهديد كبير لليتوانيا وجيشها؛ وقيل أن الحكومة غير قادرة على التعامل مع هذا التهديد.
ظهرت مزاعم أخرى عن وجود «عملية بلشفة» بعد أن وقعت ليتوانيا على معاهدة عدم الاعتداء السوفيتية الليتوانية في 28 سبتمبر 1926. وقد دبرت الحكومة السابقة هذه المعاهدة، وهي الحكومة التي كان يهيمن عليها المسيحيون الديمقراطيون. ومع ذلك، فقد صوت المسيحيون الديمقراطيون ضد المعاهدة، في حين أيدها أنتاناس سمتانا بقوة. استرعت انتقادات حادة بعد أن عزلت ليتوانيا نفسها دوليًا مقابل الاعتراف السوفيتي بحقوقها في منطقة فيلينوس، إذ كان من شروط المعاهدة ألا تعقد ليتوانيا أي تحالفات ثانية مع دول أخرى. في ذلك الوقت، لم يكن الاتحاد السوفيتي عضوًا في عصبة الأمم؛ كانت فرنسا والمملكة المتحدة تبحثان عن شركاء موثوقين في أوروبا الشرقية، وكانت دول البلطيق تعتزم تشكيل اتحاد لوحدها. في 21 نوفمبر، فرقت الشرطة بالقوة مظاهرة طلابية ضد «عملية البلشفة». تجمع نحو 600 طالب ليتواني بالقرب من نقابة عمالية يقودها الشيوعيون. خشية وقوع اشتباكات مسلحة بين الجماعتين، تدخلت الشرطة وحاولت إيقاف المظاهرة. أُصيب سبعة ضباط شرطة واعتُقل ثلاثة عشر طالب. في محاولة لإسقاط الحكومة بشكل قانوني، اقترح المسيحيون الديمقراطيون حجب الثقة ردًا على الحادثة، لكنه رُفض.
أُثير احتجاج عام آخر عندما سمحت الحكومة، التي تسعى للحصول على دعم الأقليات الاثنية، بفتح أكثر من 80 مدرسة بولندية في ليتوانيا. في ذلك الوقت، كانت الحكومة البولندية تغلق المدارس الليتوانية في منطقة فيلينوس المتنازع عليها. جابهت الحكومة الائتلافية المسيحيين الديمقراطيين بشكل مباشر عندما اقترحت ميزانية عام 1927 التي خفضت رواتب رجال الدين والدعم المالي للمدارس الكاثوليكية. أُثير المزيد من الجدل عندما تبين أن برنامج الإصلاح العسكري الخاص بالحكومة فيه خفض مستهتر للعاملين. فُصل نحو 200 ضابط من ضباط الجيش المحافظين. بدأ الجيش في التخطيط للانقلاب.

## الاستعدادات
هناك جدل أكاديمي كبير حول مشاركة أنتاناس سمتانا في التخطيط للانقلاب. في عام 1931، كتب أوغستيناس فولديماراس، الذي طُرد من الحكومة منذ ذلك الوقت ونُفي مُجبرًا، أن سمتانا كان يخطط للانقلاب منذ عام 1925. أكد المؤرخ زينوناس بوتكوس أن فكرة الانقلاب قد أُثيرت منذ وقت يرجع إلى عام 1923. ومع ذلك، هناك نزاع حول هذا الإطار الزمني، لأن الجيش لم يتخذ أي إجراءات حتى خريف عام 1926. اعتقد السكرتير الشخصي لسمتانا، ألكسندراس ميركيليس، أن سمتانا كان على دراية بالانقلاب، ولكنه لم يحفزه ولم ينظمه. قبل الانقلاب، كان سمتانا محرر دورية ليتفوس (الليتواني)، وقد أُشير إلى التحول الذي حدث في توجهها أواخر نوفمبر كدليل على أنه لم يُبلغ بالانقلاب حتى ذلك الحين. قبل ظهور عدد 25 نوفمبر، كانت الصحيفة تنتقد الحكومة والمسيحيين الديمقراطيين. ومع ذلك، في ذلك التاريخ، نشرت الصحيفة عدة مقالات حول احتجاج الطلاب في 21 نوفمبر ومقال بعنوان تهديد البلشفية لليتوانيا. جادل المقال الأخير بأن الشيوعيين يشكلون تهديدًا حقيقيًا وأن الحكومة الحالية غير قادرة على التعامل معه. بعد ذلك التاريخ توقفت الصحيفة عن توجيه انتقادات للمسيحيين الديمقراطيين.
في 20 سبتمبر 1926، نظم خمسة ضباط عسكريين لجنةً بقيادة النقيب أنتاناس ماتشييكا. كان من بين أعضائها الجنرالين فلاداس ناجيفيتشيس وجوناس بولوتا. بعد نحو شهر، شُكلت مجموعة أخرى، ُدعيت باسم القيادة العامة الثورية. نسقت المجموعتان جهودهما بشكل وثيق. بحلول 12 ديسمبر، كان الجيش قد خطط لاتخاذ إجراءات دقيقة، وفحص المناطق التي كان من المقرر أن تجري فيها العملية، وأبلغ قادة الاتحاد الوطني الليتواني والأحزاب المسيحية الديمقراطية. وصلت شائعات الخطة إلى الاشتراكيين الديمقراطيين، لكنهم لم يتخذوا أي إجراء. قبل الانقلاب مباشرة، نُشرت معلومات مضللة حول تحركات الجيش البولندي في منطقة فيلينوس؛ كان الغرض منها حث القوات في كاوناس، والتي لربما كانت تعارض الانقلاب، على التحرك نحو فيلينوس.